# Raymund Biedenbach

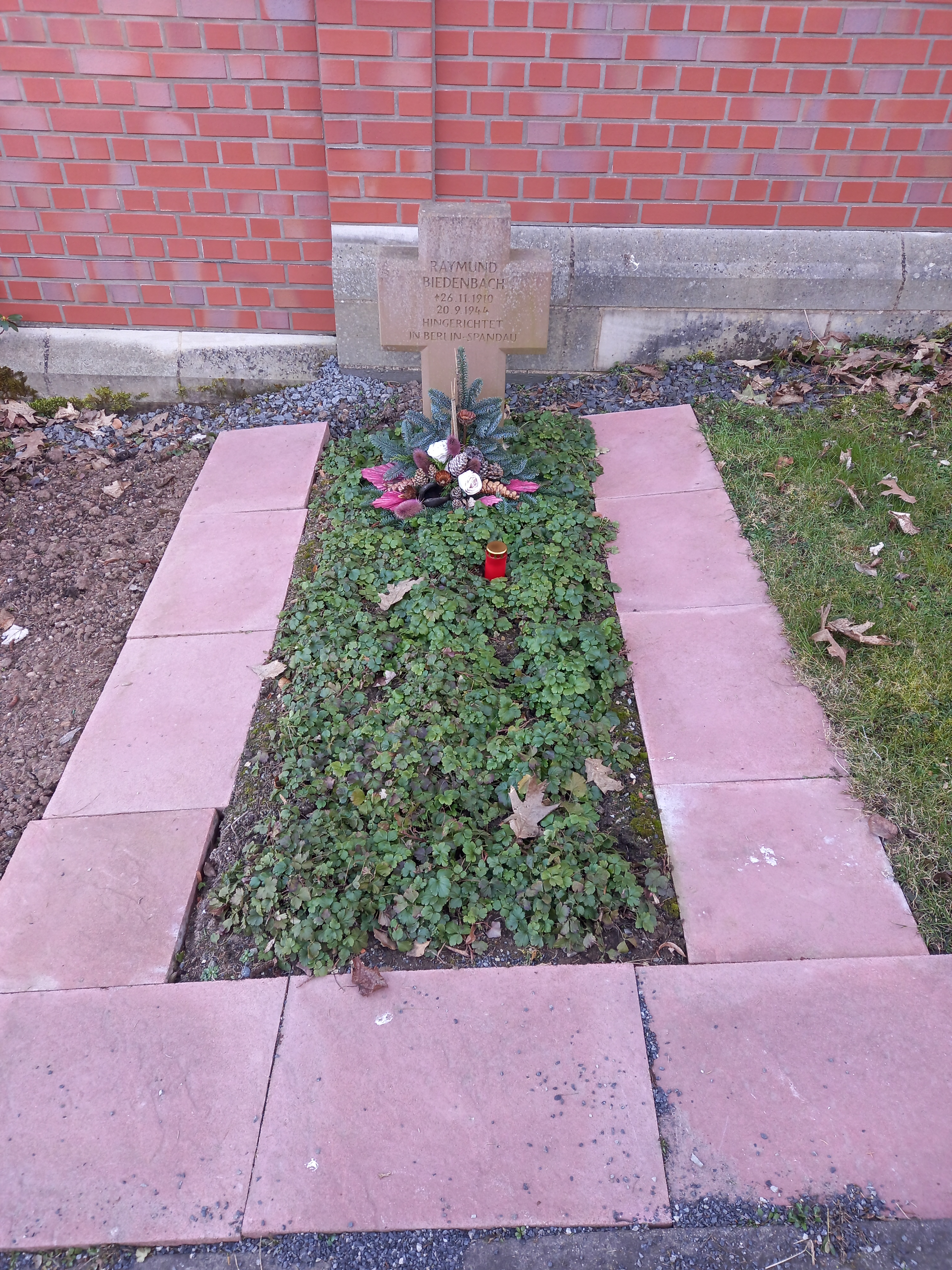
Das Grab von Raymund Biedenbach auf dem Friedhof Frauenberg in Fulda

Raymund Biedenbach (* 26. November 1910 in Hünfeld; † 20. September 1944 in Berlin-Spandau) war ein deutscher römisch-katholischer Bankbeamter und Märtyrer.

## Leben
Raymund Biedenbach besuchte das Domgymnasium in Fulda und machte 1932 Abitur. Er wurde Abteilungsleiter bei der Landesleihbank Fulda. Im Juli 1939 wurde er zum Kriegsdienst einberufen und kam an die Ostfront. Aufgrund einer Denunziation wurde er am 23. Oktober 1943 verhaftet, kam in verschiedene Gefängnisse in Russland, zuletzt in Tarnow, und von da in das Gefängnis Berlin-Moabit. Über seine Haft sagte er, der „seelische Profit“ sei für ihn „größer als sonst irgendwo“. Am 21. Juli 1944 wurde er vom Zentralgericht des Heeres wegen Wehrkraftzersetzung zum Tode verurteilt und erlitt am 20. September 1944 den Tod durch Erschießen.

## Gedenken
Die deutsche Römisch-katholische Kirche hat Raymund Biedenbach als Märtyrer aus der Zeit des Nationalsozialismus in das deutsche Martyrologium des 20. Jahrhunderts aufgenommen. In Hünfeld ist eine Straße nach ihm benannt.